# Dieter Grabner
Dieter Grabner (* 8. Juni 1972 in Dornbirn, Vorarlberg) ist ein ehemaliger österreichischer Sportschütze.

## Werdegang
Der gebürtige Vorarlberger Grabner war als Heeressportler in Tirol stationiert. So trat er der Schützengilde in Ebbs bei und bestritt nationale Wettkämpfe für den Tiroler Landesschützenbund. Er nahm 1996 an den Olympischen Sommerspielen in Atlanta teil und erreichte mit dem Luftgewehr den 18. Rang. 1997 gewann er beim Weltcup in Havanna Bronze. Bei Europameisterschaften konnte Grabner mehrere Podestplätze erreichen. Weiters ist er mehrfacher Österreichischer Staatsmeister mit dem Luftgewehr, Klein- und Großkalibergewehr sowie mit der Armbrust.